# Jahaziel Marchand
Jahaziel Marchand Herrera (ur. 28 września 2001 w Ciudad Juárez) – meksykański piłkarz występujący na pozycji środkowego pomocnika, od 1 lipca 2024 roku zawodnik UdeG.

## Sukcesy
- Mistrzostwo Meksyku (2022) z CF Pachuca[2]